# Sai Lohit
Sai Lohit (Tiếng Thái: สายโลหิต Tiếng Anh: Heritage - dịch nghĩa: Huyết mạch kiêu hùng) là một cuốn tiểu thuyết của Thái Lan được viết bởi Sopark Suwarn, một Nghệ sĩ Quốc gia về Văn học của Thái Lan. Cuốn được xuất bản lần đầu tiên trên tạp chí Satri Sarn vào năm 1976 và là một cuốn tiểu thuyết lịch sử quốc gia Thái Lan lấy bối cảnh vào cuối Vương quốc Ayutthaya (cuối thế kỷ 18). Thông qua các nhân vật của mình, cuốn kể câu chuyện về sự sụp đổ của một vương quốc do mất đoàn kết và sơ suất. Cuốn tiểu thuyết đã được chuyển thể thành bốn bộ phim truyền hình truyền hình Thái Lan, mỗi bộ một thập kỷ từ những năm 1980 đến 2010. Cuốn tiểu thuyết đã được xuất bản lần thứ 12 và vẫn được người hâm mộ trên toàn thế giới yêu thích.

## Cốt truyện
Trong cuối thời kỳ Ayutthaya của Vương quốc Ayutthaya, Dao Rueng tò mò được bà nội Nim nuôi dưỡng để trở nên thông minh và độc lập. Cô tìm thấy một tinh thần nhân hậu trong Khun Krai, một người lính dũng cảm và danh dự, người anh trai kết hôn với em gái cô. Muen Thip là một người lính tham nhũng và lăng nhăng, trở thành đối thủ của Khun Krai và buộc Dao Rueng phải giúp anh ta quyến rũ Lady Yuern, em gái của Khun Krai. Khi điều này được phơi bày, Dao Rueng thú nhận một phần của cô trong âm mưu với Khun Krai. Anh ấy đã tha thứ cho cô ấy và họ trở nên thân thiết hơn.
Khun Krai, cha anh và anh trai Dao Rueng được lệnh bảo vệ vương quốc khỏi Quân đội Miến Điện, và khi họ vắng mặt, Muen Thip đã cố gắng kết hôn với Lady Yuern. Khun Krai có thể ngăn chặn điều này, và Muen Thip đã hợp tác với kẻ thù trong nỗ lực tiêu diệt Khun Krai. Cả Khun Krai và đồng minh của anh ta, Pan Singh đều bị thương nặng trong trận chiến. Lady Yuern che chở và chăm sóc cho Pan Singh, và họ đã đính hôn. Tuy nhiên, vì Khun Krai vẫn mất tích, Lady Yuern bị áp lực phải đồng ý kết hôn với Muen Thip. Khun Krai xuất hiện trở lại và tình nguyện chiến đấu một lần nữa bất chấp vết thương của anh ta, và di dời chính phủ do những tiến bộ của Miến Điện.
Sau một thời gian chiến tranh, Khun Krai và Dao Rueng được đoàn tụ và kết hôn, nhưng anh ta được lệnh ra chiến trường vào đêm tân hôn của họ do sự can thiệp của Muen Thip. Là vợ của một người lính, Khun Krai chấp nhận những mất mát trong cuộc sống và trở nên mạnh mẽ hơn. Quân đội Miến Điện đã chọc thủng các bức tường thành, và kế hoạch đổi phe của Muen Thip bị cản trở khi ông bị một trong những người hầu của mình đâm trọng thương. Khun Krai và Dao Rueng đang mang thai cố gắng thoát khỏi sự chiếm đóng của người Miến Điện khi họ gặp Taksin Đại đế và tham gia vào mục đích giải phóng lãnh thổ Ayutthaya của ông.
Khun Krai tiếp tục chiến đấu anh dũng và thăng tiến nhanh chóng trong quân đội mới, nhưng cuối cùng đã chết. Dao Rueng mạnh mẽ vì những đứa con của họ, người đã trở thành mục đích sống của cô, nuôi dạy chúng nên người và phụng sự đất nước, chờ ngày đoàn tụ.

## Nhân vật

### Nhân vật chính
- Khun Krai / Luang Kraisoradech, Luang Krai - Một người lính dũng cảm của Krungsri Ayuthaya. Anh là con trai của Phraya Phiriya Saenphon Phai và Khun Ying Si Nuan, em trai út của Luang Thepparith Ari Satru Phai, và sau này là chồng của Dao Rueng.
- Dao Rueng - Cháu gái của bà Nim, con gái của Phra Suwan Raja và một người mẹ quá cố, em gái út của Luang Sena Suraphak và Lamduan, và sau này là vợ của Khun Krai. Câu chuyện kể về cuộc đời của cô từ một cô gái trẻ ham học hỏi trở thành một người mẫu hệ tận tụy trong gia đình.
- Muen Thip Thesa hay còn gọi là Muen Thip hay Khun Thip - Một người lính đầy tham vọng nhưng sợ hãi, con trai của Phra Wichit và Khun Ying Prik, và một người lính của Phraya Rattanathibet. Anh ấy là đối thủ chính của Khun Krai.
- Lady Yearn - vợ của Muen Thip.

### Gia đình Khun Krai
- Luang Theparith Ari Satru Phai - Một người lính của Krungsri Ayuthaya, anh trai của Khun Krai và Chồng của Lamduan
- Khun Ying Si Nuan - mẹ của Khun Krai và Luang Theparith Ari Satru Phai.
- Phraya Phiriya Saenphon Phai - Một người lính của Krungsri Ayuthaya, chồng của Khun Ying Si Nuan, cha của Luang Theparith Ari Satru Phai, Lamduan và Khun Krai.

### Gia đình Dao Rueng
- Lamduan - Cháu gái của bà Nim, con gái của Phra Suwan Raja, em gái của Luang Sena Suraphak, chị gái Dao Rueng, và vợ của Luang Theparith Ari Satru Phai.
- Phra Suwan Raja - Một người lính chung ở Krungsri Ayuthaya, cha của Luang Sena Suraphak, Lamduan và Dao Rueng.
- Bà Nim - Bà nội của Dao Rueng, mẹ của Phra Suwan Raja. Cô chết ở Ayutthaya trước khi vương quốc sụp đổ.

### Gia đình Muen Thip
- Khun Ying Prik - Vợ của Phra Wichit, và mẹ của Muen Thip.
- Phra Wichit - Một người lính dũng cảm của Krungsri Ayutthaya, chồng của Khun Ying Prik, và cha của Muen Thip.

### Vương triều Ban Phlu Luang
- Hoàng tử Uthumphon (Khun Luang Ha Wat) - Ông là con trai của Vua Borommakot, em trai của Vua Ekkathat. Vua Thái Lan thứ 32 của Ayutthaya, trong triều đại Ban Phlu Luang.
- Somdet Phra Thinang Suriyat Amarin hay còn gọi là Vua Ekkathat (Khun Luang Khi Ruen) - Con trai của Vua Borommakot, anh trai của Thái tử Uthumphon, vị vua Thái Lan thứ 33 của Ayutthaya, và là vị vua cuối cùng của triều đại Ban Phlu Luang trước khi Vương quốc Ayutthaya sụp đổ.

### Vương quốc Thonburi
- Vua Taksin Đại đế aka Phraya Tak (sin) - Một cựu sĩ quan quân đội của Kungsri Ayutthaya, người sau này trở thành vua của Thonburi. Ông là vị cứu tinh của Krungsri Ayutthaya từ Miến Điện.

### Triều đại Chakri
- Phra Phutthayotfa Chulalok Đại đế hay còn gọi là Thongduang (Vua Rama I) - Vị vua đầu tiên của triều đại Chakri, trước đây là một người lính ở Phraya Tak, và anh trai của Maha Sura Singhanat.
- Maha Sura Singhanat aka Boonma - Anh là một người lính ở Phraya Tak, và là em trai của Vua Rama I.

### Vương triều Konbaung
- Vua Alaungpaya - Vị vua đầu tiên của triều đại Konbaung, người đã chết trong trận chiến khi chỉ huy cuộc xâm lược Ayutthaya.
- Vua Naungdawgyi - Vị vua thứ hai của triều đại Konbaung.
- Vua Hsinbyushin - Vị vua thứ ba của triều đại Konbaung, người đã chỉ huy quân đội chinh phục Ayutthaya.

### Khác
- Pan Singh - Một người lính phục vụ dưới quyền Khun Krai.

## Bản chuyển thể
Đã có bốn bản chuyển thể từ tiểu thuyết truyền hình Thái Lan:
| Năm  | Đài       | Diễn viên chính                                                                         |
| ---- | --------- | --------------------------------------------------------------------------------------- |
| 1986 | Channel 3 | Chatchai Plengpanich, Arphaporn Kornthip, Nopphol Komarachun, Ampa Phusit               |
| 1995 | Channel 7 | Sornram Teppitak, Suvanant Kongying, Sattawat Dullayavijit                              |
| 2003 | Channel 3 | Akara Amarttayakul, Pimolrat Pisolyabutr, Vorrarit Vaiyajieranai                        |
| 2018 | Ch7 HD    | Saran Sirilak, Tisanart Sornsuek, Chanapol Sattaya, Nattasha Nauljam, Intira Jaroenpura |

## Phiên bản 2018

### Diễn viên
- Saran Sirilak - Khun Krai
- Tisanart Sornsuek - Daorueng / "Dao"
- Chanapol Sataya - Muen Thip / Duang
- Duangdao Jarujinda - Nim [Grandmother]
- Anuwat Choocherdratana - Luang Thep
- Sarut Vichitrananda - Phra Suwan Racha / Pan
- Nattasha Nauljam - Mae Ying Yuean [Khun Krai's sister]
- Kavita Chindawath - Lamduan [Dao's sister]
- Khwanruedi Klomklom - Khun Ying Srinuan
- Intira Jaroenpura - Yuean
- Kajornsak Rattananissai - Phra Wichit Preecha
- Athiwat Sanitwong - Phraya Phiriya
- Sarut Suwanpakdee - Ming
- Ratchaneekorn Phanmanee - Mae Prik
- Supapat Phoncharoenrat - Daorueng [Young]
- Rattatammanoon Srirerk - Uthumphon / Khun Luang Hawat
- Banjerdsri Yamaphai - Nuan [Grandmother]
- Krittaphat Chanthanaphot - Phraya Decho
- Nonthapun Jaikunta - Luang Sena / Duean
- Phutharit Prombandal - Chao Phraya Chakri / King Rama I
- Arucha Tosawat - Alaungpaya
- Poonphat Attapanyapol - Hsinbyushin
- Thanayong Wongtrakul - Ne Myo Thihapate
- Surawut Maikun - Tak
- Ingfah Kedkhum - Jao Jom Maen
- Rung Chanunya Pongnak - Puang
- Pond Ophaphoom Chitapan - Choo
- X Thitinan Suwannasak
- Ninew Kanyarat Pongkumpanart

### Rating
Trung bình 4.67 (credit: CH7hd_dramasociety official IG)
- Episode 1: 4.55 (PREMIER)
- Episode 2: 4.25
- Episode 3: 4.18
- Episode 4: 4.85
- Episode 5: 5.42
- Episode 6: 4.07
- Episode 7: 4.78
- Episode 8: 4.57
- Episode 9: 4.69
- Episode 10: 4.79
- Episode 11: 4.68
- Episode 12: 4.17
- Episode 13: 4.14
- Episode 14: 4.65
- Episode 15: 5.15
- Episode 16: 5.73 (FINALE)

### Ca khúc nhạc phim
- รักให้เจ้า ชีวิตนี้ให้แผ่นดิน / Ruk Hai Jao Cheewit Nee Hai Paen Din - Chompoo Suttipong
- เสียงกองทัพ / Siang Kong Thap - Porshe Saran